# Ryno Pieterse
Ryno Pieterse (Sudáfrica, 6 de agosto de 1998) es un jugador profesional sudafricano de rugby que se desempeña en la posición de segunda línea en Castres Olympique, equipo perteneciente a la liga Top 14.

## Carrera
Comenzó su carrera deportiva con el equipo Blue Bulls, en el cual jugó una temporada (2018-2019), después pasó a Bulls (2019-2020), luego a Castres Olympique, donde lleva jugando cuatro temporadas.